# Melanagromyza ultima
Melanagromyza ultima este o specie de muște din genul Melanagromyza, familia Agromyzidae, descrisă de Spencer în anul 1986.
Este endemică în Virginia. Conform Catalogue of Life specia Melanagromyza ultima nu are subspecii cunoscute.